# Gustav Graves
Gustav Graves ou Coronel Tan-Sun Moon é uma personagem do filme 007 Um Novo Dia Para Morrer (Die Another Day), vigésimo da franquia cinematográfica de James Bond.
Um personagem duplo, antes e depois de uma mudança física radical, e maior antagonista de 007 na trama, ele é interpretado pelo ator britânico Toby Stephens (Graves) e pelo sul-coreano Will Yun Lee (Coronel Moon). Graves é, junto com Mr. Big/Dr.Kananga, o único personagem duplo que é a mesma pessoa na série de 007, sendo que em Com 007 Viva e Deixe Morrer, de 1973, os personagens Mr.Big e Kananga são representados por um único ator, Yaphet Kotto.

## Características
Gustav Graves nasceu na Coreia do Norte, com o nome de Tan-Sun Moon, filho de um general do exército norte-coreano. Estudou em Oxford e em Harvard e foi preparado para no futuro usar sua instrução e aprendizado para ser uma ponte de entendimento entre as duas Coreias. Ao invés disso, Moon tornou-se um militar fanático radical e contrabandista de armas e diamantes, com o objetivo de unir as duas Coreias sob a bandeira do norte. O MI-6 detecta suas atividades e envia seus agentes, incluindo James Bond, para neutralizá-lo. Do encontro de Moon e seus homens com Bond, 007 acaba preso pelos norte-coreanos e Moon presumivelmente morto.
Tempos depois, ele reaparece como Gustav Graves, fisicamente diferente, um milionário britânico do ramo de diamantes. Megalomaníaco e fanático, seu plano é usar um satélite, o 'Icarus', para neutralizar o campo de milhões de minas existente na Zona Desmilitarizada entre as duas Coreias e permitir a invasão norte-coreana do sul, unindo o país sob sua liderança.

## Filme
Em troca de diamantes contrabandeados ilegalmente de Serra Leoa, o radical coronel Moon constrói uma armada de hovercrafts, de maneira a que possa transportar um exército sobre o campo de minas que separa as duas Coreias, e invadir a Coreia do Sul com seus homens. Com sua movimentação detectada pelo serviço secreto britânico, James Bond e outros agentes do MI-6 são enviados à Coreia para destruir seus planos. No encontro que se segue, Moon presumivelmente morre quando seu hovercraft cai de um penhasco e Bond é preso pelo general Moon, pai do coronel, que desconhece as intenções do filho e crê que Bond é o responsável por sua morte.
Moon entretanto sobrevive e vai para Cuba, onde numa clínica experimental secreta, faz uma completa mudança genética, inclusive de DNA, e assume a aparência e identidade de  Gustav Graves, um bilionário britânico que fez fortuna com o negócio de diamantes na Argentina e que mais tarde descobre uma grande mina na Islândia. Com sua fortuna acumulada, ele constrói 'Icarus", um satélite sofisticado capaz de captar energia solar e transmiti-la, de forma compacta e extremamente poderosa, para qualquer ponto da Terra. Sua intenção criminosa é usar 'Icarus' para destruir os capos minados na fronteira coreana e qualquer míssil balístico lançado contra a Coreia do Norte, permitindo que suas tropas marchem para o sul.
Depois de um duelo amigável mas selvagem com Bond numa academia de esgrima em Londres, onde o reconhece, Graves convida Bond para ir à seu Palácio de Gelo, na Islândia, onde pretende fazer a apresentação mundial do satélite, cujo objetivo de fachada é ajudar as populações mais pobres do planeta, interferindo no clima e melhorando as colheitas.
Depois do encontro com Bond no gelo, onde o agente descobre suas intenções e que ele, na verdade, é o   coronel Moon, Graves desaparece novamente e seu duelo final com o espião se dá na Coreia, para onde foi para colocar seu plano em prática. Dentro de uma avião militar Antonov, voando sobre território coreano, Graves e sua cúmplice, a agente traidora do MI-6 Miranda Frost, enfrentam 007 e Jinx, agente da NSA norte-americana e aliada de Bond na trama.
Graves se encontra no avião com homens de seu pai, o general Moon, com quem pretendia um encontro e revela a seu pai sua identidade e suas intenções. O general, considerando o filho louco, tenta impedi-lo e é morto por ele. Na luta que ocorre, uma bala fura a janela do avião fazendo com que todos os militares e capangas do compartimento de passageiros, à exceção de Bond e Graves - Jinx e Miranda Frost se enfrentam em outro lugar, o compartimento de carga - sejam sugados para fora do avião. Na luta entre Graves e 007, Bond consegue ativar o pára-quedas usado pelo vilão e o equipamento de eletrochoque de sua armadura eletrônica - de onde ele controla o 'Icarus' - para ejetá-lo do avião, jogando Graves, que é despedaçado, contra as turbinas da aeronave.